# Pär Lindén
Pär Mikael Lindén, född 20 juli 1966, är en svensk kanotist som tävlade i början av 1990-talet. Vid de olympiska sommarspelen 1992 i Barcelona diskvalificerades han i återkvalen i K-1 1000 m.
Lindén representerar Nyköpings kanotklubb.